# 이주환 (국악인)
이주환(李珠煥, 1909년 4월 10일~1972년 11월 30일)은 대한민국의 국악인이다. 국가무형유산 보유자이며, 본관은 초산이다.

## 생애
1931년, 이왕직 아악부원양성소를 졸업한 뒤 이왕직 아악수(雅樂手)·아악수장·아악사(雅樂師)를 지냈으며, 광복 후에는 구왕궁아악부 아악사장(雅樂師長)을 지냈다.
1951년, 국립국악원이 개원하면서 초대원장에 임명되었다. 이후 예술원회원 및 서울대학교음악대학 강사, 한국국악학회 이사, 가곡보존회 회장, 한국정악원 이사장 등을 지냈으며, 정부로부터 가곡·가사의 중요무형문화재 예능보유자로 지정되었다. 1972년 11월 30일 타계하여 12월 1일에 예능보유자 에서 해지되었다.

## 저서
- 《가곡보》
- 《속 가곡보》
- 《가사보》
- 《시조창의 연구》
- 《고금시조선》

## 수상 내역
- 1958년: 서울시문화상
- 1971년: 예술원상